# Robert A. Green

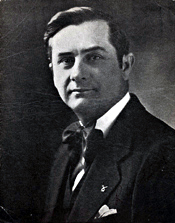
Robert A. Green

Robert Alexis „Lex“ Green (* 10. Februar 1892 bei Lake Butler, Union County, Florida; † 9. Februar 1973 in Gainesville, Florida) war ein US-amerikanischer Politiker. Zwischen 1925 und 1944 vertrat er den Bundesstaat Florida im US-Repräsentantenhaus.

## Werdegang
Robert Green besuchte die öffentlichen Schulen seiner Heimat und begann im Alter von 16 Jahren zwischenzeitlich selbst als Lehrer an der Liberty Public School zu arbeiten. Im Jahr 1913 absolvierte er die High School in Lake Butler. Von 1913 bis 1915 war er als Bote im Repräsentantenhaus von Florida angestellt. Danach war er dort bis 1917 stellvertretender und dann bis 1918 eigentlicher Protokollführer. Gleichzeitig studierte er bis 1916 an der University of Florida und danach an der Howard University, wo er die Fächer Buchhaltung und Wirtschaftslehre belegte. In den Jahren 1916 und 1917 war er außerdem noch Lehrer an der Suwannee High School.
Politisch war Green Mitglied der Demokratischen Partei. Von 1918 bis 1920 saß er als Abgeordneter im Repräsentantenhaus von Florida, dessen Präsident er im Jahr 1918 war. Nach einem anschließenden Jurastudium an der Yale University und seiner im Jahr 1921 erfolgten Zulassung als Rechtsanwalt begann er in Starke in seinem neuen Beruf zu arbeiten. Von 1921 bis 1924 war er außerdem Bezirksrichter im Bradford County. Bei den Kongresswahlen des Jahres 1924 wurde Green im 2. Kongresswahlbezirk Floridas in das US-Repräsentantenhaus in Washington, D.C. gewählt, wo er am 4. März 1925 die Nachfolge von Frank Clark antrat. Nach neun Wiederwahlen konnte er bis zu seinem Rücktritt am 25. November 1944 fast zehn Legislaturperioden im Kongress absolvieren. Ab 1943 vertrat er den damals neugeschaffenen sechsten Distrikt im Kongress. Während seiner Zeit im Repräsentantenhaus wurden dort in den 1930er Jahren die meisten der New-Deal-Gesetze der Bundesregierung verabschiedet. Seit 1941 wurde auch die Arbeit des Kongresses von den Ereignissen des Zweiten Weltkriegs geprägt. Im Jahr 1933 wurden der 20. und der 21. Verfassungszusatz verabschiedet. Von 1933 bis zu seinem Rücktritt im Jahr 1944 war Green Vorsitzender des Ausschusses, der sich mit der Verwaltung der US-Territorien befasste.
1944 verzichtete Green auf eine weitere Kandidatur. Er wartete nicht einmal das reguläre Ende seiner noch laufenden Legislaturperiode am 3. Januar 1945 ab, sondern legte sein Mandat bereits am 25. November 1944 nieder. Statt einer weiteren Kandidatur strebte er erfolglos die Nominierung seiner Partei für die anstehenden Gouverneurswahlen in Florida an: In der Stichwahl der Primary unterlag er Millard F. Caldwell. Zwischen November 1944 und November 1945 diente er in der Endphase des Zweiten Weltkrieges als Lieutenant Commander in der US Navy. Nach dem Krieg arbeitete er wieder als Rechtsanwalt in Starke. Außerdem wurde er in seiner Heimat Bezirksstaatsanwalt und juristischer Vertreter der Stadt Starke. Robert Green war Vorstandsmitglied der Demokratischen Partei auf Staatsebene und im Bradford County. Er starb am 9. Februar 1973 in Gainesville.